# Ulrich Kaiser (Dirigent)
Ulrich Kaiser (* 25. Juni 1973 in Dresden) ist ein deutscher Chorleiter, Dirigent und Kirchenmusiker. Er ist derzeit Kantor und Chorleiter des Knabenchores an der Unser Lieben Frauen Kirche in Bremen. 

## Karriere
Ulrich Kaiser begann seine musikalische Laufbahn als Mitglied des Dresdner Kreuzchores. Bereits im Alter von 13 Jahren erlernte er das Dirigieren und wurde zwei Jahre später Assistent des Kreuzkantors. Nach der Wende ging er nach Bayern zum Windsbacher Knabenchor. Dort gründete er einen Kinderchor, den er leitete, ebenso wie einen örtlichen Kirchenchor. Er arbeitete auch mit den Windsbachern selbst und bildete mit deren Männerstimmen ein Männer-Vokalensemble; außerdem gründete er ein Kammerorchester.
Sein Musikstudium führte ihn dann nach Berlin an die Universität der Künste. Hier gründete er den Amadeus-Chor und das Amadeus-Kammerorchester. 2003 wurde er Leiter des Neuen Knabenchors Hamburg. Dieser sang unter seiner Leitung unter anderem im Plenarsaal des Deutschen Bundestages und – auf Einladung von Papst Benedikt XVI. – im Petersdom. 2011 legte er sein Amt in Hamburg nieder und übernahm die Leitung des MDR-Kinderchores in Leipzig. Diesen leitete er bis 2017. Zusätzlich leitete er seit 2012 das Leipziger Vocalensemble. Seit 2018 leitet er den Bremer Knabenchor Unser Lieben Frauen und den 2024 von ihm gegründeten Bremer Kammerchor.
In Hamburg begann er außerdem mit der Erstellung eines Kurses zum sicheren Notenlesen und Blattsingen. In Bremen erweiterte er seinen Kurs Vom Notenlesen zum Blattsingen um ein Lieder- und Lehrerheft, welche er als Eigenverlag publiziert.
Ulrich Kaiser fungierte als Lehrer für Gesang und Musiktheorie an verschiedenen Universitäten und Hochschulen. 2008 bestand er seine Prüfung als Kirchenmusiker, diese Tätigkeit übt er hauptamtlich aus. Auch war er als Dozent für Kinderchorleitung tätig.